# Nanih Waiya
Nanih Waiya (també pronunciat Nunih Waya) és un antic monticle de terra al comtat de Winston (Mississipi), construït pels indígenes durant el Període Silvícola, entre els anys 1 -300 CE. Des del segle xvii els històrics choctaws han venerat Nanih Waiya com el seu lloc d'origen sagrat en les creences tradicionals.
Avui el monticle de Nanih Waiya té 7,6 metres d'alt, 43 metres d'ample i 67 metres de llarg. L'evidència suggereix que el seu origen va ser una monticle de plataforma, que s'ha erosionat en la forma actual. Antigament era envoltat en tres costats per un recinte circular d'obres de terra a uns tres metres d'alçada, que va abastar al voltant d'una milla quadrada. El 2008 l'estat de Mississipi va tornar Nanih Waiya i el seu parc associat de 150 acres al control de la Banda Mississippi d'indis choctaw, una tribu reconeguda federalment. Nanih Waiya està inclòs en el Registre Nacional de Llocs Històrics dels Estats Units.

## Evidència arqueològica
La primera evidència arqueològica d'ocupació a Nanih Waiya data del 0-300 CE, durant el període Silvícola Mitjà, probablement quan va ser construït. Això va fer Nanih Waiya contemporània amb la cultura Hopewell, així com jaciments històrics com ara la Pinson Mounds a Tennessee i Igomar Mound a Mississipi. La datació es basa en artefactes de la superfície; no s'ha dut a terme cap excavació arqueològica del turó. L'ocupació aparentment va continuar almenys fins a 700 CE, durant el període Silvícola Tardà. Originalment, el lloc inclou un gran recinte circular de moviment de terres en tres costats, a uns deu metres d'altura i que abasta una milla quadrada.
Els arqueòlegs no han documentat l'ús per la successiva cultura de Mississipi, però en general suggereixen que Nanih Waiya s'ha utilitzat amb fins religiosos al llarg de la seva història. El naturalista i metge del segle xix Gideon Lincecum va registrar una antiga història choctaw que parla de la seva arribada a la zona i la construcció del monticle. Segons la tradició el poble havia estat vagant pel desert durant 42 festivals del blat de moro verd, a través dels quals es van emportar els ossos dels seus morts, que eren més nombrosos que els dels vius. Van trobar el turó inclinat aquí, on el personal màgic va indicar que podien quedar-se. Era una terra generosa. El Consell va proposar que construïssin un monticle de terra en què enterressin respectuosament els ossos dels seus avantpassats, i van accedir a fer-ho. En primer lloc erigiren un marc de branques, després les cobriren, i després van afegir capes de la terra, entre les seves tasques domèstiques, fins que el monticle havia aconseguit grans dimensions. Després que van acabar, van celebrar el seu 43è Festival del Blat de Moro Verd des que havien estat al desert. També van dir que havien usat monticles de terra cònics més petits per a enterraments individuals després d'haver construït el primer monticle principal.
El monticle ha estat un lloc de pelegrinatge pels choctaws des del segle xvii, però no hi ha hagut més festivals importants allà. La seva religió era més privada, i involucrava rituals relacionats amb la mort i l'enterrament, i la comunicació amb els esperits. Malgrat l'explicació anterior, alguns antropòlegs han assenyalat que, a diferència d'altres tribus, els choctaws no semblen haver practicat la Cerimònia del Blat de Moro Verd. En la dècada de 1850, els observadors van notar petits monticles prop Nanih Waiya, però aquests, aparentment, han estat arades, i mai datats. És possible que hagin estat construïts pels pobles posteriors de la cultura Mississipiana, o fins i per grups d'amerindis més tardans. Com que no hi ha ni dades arqueològiques, documents històrics, ni històries choctaw de les funcions d'aquests petits monticles, no s'ha conegut mai res per ells.

### Creences choctaw
Alguns choctaws creuen que Nanih Waiya és el "Monticle Mare" (Inholitopa iski) on hi foren creats els primers choctaws. Segons han contat alguns narradors choctaws, o bé estava a Nanih Waiya o a una cova propera on va sorgir el poble choctaw. Hi ha moltes variacions de la història. Segons algunes versions, el monticle (o prop de la cova) també hi ha l'origen dels chickasaws, creek, i, possiblement, fins i tot els cherokees.
Altres creuen que Nanih Waiya és el lloc on els choctaw cessaren les seves migracions i es va instal·lar després del seu origen més a l'oest. En el seu Smithsonian Report de 1885 George Catlin va incloure una història dels choctaw seguint un profeta d'un origen a l'oest:
Els choctaws fa moltíssims hiverns van començar a moure's del país en el que llavors vivien, que era a una gran distància a l'oest del gran riu i les muntanyes de neu, i que eren a moltíssims anys del seu camí. Un gran home medicina els va guiar tot el camí, anant abans amb un pal de color vermell, que s'ha quedat encallat a terra cada nit on van acampar. Cada matí aquest pal era trobat inclinat cap a l'est, i ell els va dir que havien de continuar viatjant cap a l'est fins que el pal es mantingués dret en el seu campament, i que el Gran Esperit havia ordenat que hi havien de viure.
Ells van dir que Nanih Waiya, que volia dir "turó inclinat," "turó ajupit," o "lloc de creació" en choctaw, era el destí final de llur emigració.

### Nanih Waiya: perdut i recuperat
Pel tractat de Dancing Rabbit Creek, elaborat entre el 15 i el 27 de setembre de 1830, els choctaw cediren milions d'acres de llur territori, incloent Nanih Waiya, als Estats Units. En la dècada de 1840 la Choctaw Claims Commission dels Estats Units investigà les violacions del tractat per ciutadans estatunidencs. Més tard J.F.H. Claiborne va escriure sobre les investigacions, "Molts dels choctaws examinaren ... el que es refereix a aquest monticle com la mare, o el lloc de naixement de la tribu, i més d'un reclamant va declarar que no sortiria del país mentre [Nanih Waiya] s'hi mantingui."
L'estat de Mississipi preservà Nanih Waiya com a parc estatal durant anys. Fou reconegut com a lloc important pel govern federal, i apareix en el Registre Nacional de Llocs Històrics.
El 2006 la Llei 2803 de la Legislatura de l'Estat de Mississippi Bill va tornar oficialment el control del lloc a la família Luke, dels quals T.W. Luke havia traspassat a l'Estat amb la condició que es mantingués com a parc. La propietat de 61 hectàrees va revertir a la família Luke quan l'Estat va deixar de mantenir el parc.
L'agost de 2008, la família Luke va traspassar el monticle a la Banda Mississippi d'indis choctaw, una tribu reconeguda federalment, de manera que els choctaws van recuperar un lloc sagrat. Han declarat el 18 d'agost com a dia de festa tribal per commemorar el retorn del monticle, i han aprofitat l'ocasió per fer conferències, actuacions de balls i narracions del seu origen i història.